# Qaḑā' Mu'āb
Qaḑā' Mu'āb (arabiska: قضاء مؤاب) är en kommun i Jordanien.   Den ligger i guvernementet Karak, i den centrala delen av landet, 100 km söder om huvudstaden Amman.